# Бейкер, Иветт
Иветт (Хейг) Бейкер (англ. Yvette (Hague) Baker, 1968, род. США) — британская ориентировщица, чемпионка мира по спортивному ориентированию, первая британка, завоевавшая медаль чемпионатов мира по ориентированию.

## Чемпионаты мира и Европы
Иветт Бейкер, в девичестве Хейг, на данный момент самая титулованная британская ориентировщица.
В 15 лет была включена в состав эстафетной команды на чемпионате мира в Венгрии в 1983 году. Вероятно, является самой молодой участницей в истории чемпионатов мира по ориентированию.
На протяжении последующих чемпионатов регулярно попадала в десятку лучших, но не могла «зацепиться» за призовые места. Так продолжалось до 1993 года, когда Иветт выиграла бронзу на классической дистанции. Эта медаль стала первой медалью, завоёванной ориентировщиками с туманного Альбиона на чемпионатах мира.
Всего с 1983 по 2001 год Иветт участвовала в 11 чемпионатах мира и стала обладательницей четырех медалей,
одна из которых золотая — она выиграла короткую дистанцию на домашнем чемпионате мира в Инвернессе в 1999 году.
На третьем чемпионате Европы в Трускавце в 2000 году завоевала две бронзовые награды. Иветт была третьей на классической дистанции и в эстафете в составе женской сборной Великобритании.

## Клубная карьера
Как и большинство ориентировщиков из мировой элиты выступает за скандинавские клубы. В 1996 году в составе норвежского клуба Bäkkelagets SK выиграла престижнейшую финскую эстафету Венла.
На следующий год смогла повторить свой успех, выиграв со своим клубом эстафету Венла второй раз подряд.
Иветт родилась в США, выросла в Великобритании, долгое время жила в Дании. После завершения карьеры переехала в Новую Зеландию.